# シュラクサイ包囲戦 (紀元前343年)
第二次シュラクサイ包囲戦は、紀元前344年から紀元前343/342年にかけて発生したシュラクサイ生まれのレオンティノイ（現在のレンティーニ）の僭主ヒケタスとシュラクサイの僭主ディオニュシオス2世の間に始まった戦争である。カルタゴとコリントスが介入したために、この紛争はより複雑なものになった。カルタゴは自身のシケリアにおける勢力を拡大するためにヒケタスと同盟した。やや遅れてコリントスの将軍ティモレオンが、シュラクサイに民主政を復活させるためにシケリアに上陸した。ティモレオンはシケリアの他のギリシア都市と協力してヒケタスに勝利し、またディオニュシオスをコリントスに亡命させ、シュラクサイを確保した。この包囲戦はディオドロスとプルタルコスが記述しているが、その内容は異なっている。

## カルタゴとコリントスの介入
シュラクサイ人の一部はディオニュシオスの圧制に苦しんでおり、レオンティノイの僭主ヒケタスの元に亡命した。ヒケタスはシュラクサイ生まれでありディオニュシオスに匹敵する陸軍を有していたため、亡命シュラクサイ人達はヒケタスを指導者としてディオニュシオスとの戦争を開始した。カルタゴはシケリア西部を支配していたが、この混乱を有利に生かそうとした。カルタゴが大軍をシケリアに派遣すると、ヒケタスはディオニュシオスに対抗することを理由として、シュラクサイの母都市であるコリントスに救援を求めた。
しかしながら、ヒケタスはシュラクサイに民主政を復活させる気は無く、自分がシュラクサイの僭主になることを目的としていた。ヒケタスは秘密裏にカルタゴと交渉しながら、コリントスに救援を求めていた。コリントスは自身の戦争に忙しく、支援の要請を断ると予想したためである。もしコリントスが支援を断れば、亡命シュラクサイ人にカルタゴとの同盟を説得しやすいと考えられた。しかし予想に反して、コリントスはティモレオンを指揮官とする遠征軍を送ることを決定した。コリントスへの交渉使節が送られるとすぐに、ヒケタスはカルタゴと同盟した。その後、コリントスに対してシケリアへの遠征は時間がかかりすぎるとしてそれを中止するように書簡を出した。この裏切り行為に対してコリントスは憤慨し、このためティモレオンは遠征に参加する兵士を容易に募集することができた。
紀元前344年、ティモレオンはコリントスを出発してシュラクサイへ向かった。ディオドロスによると、ティモレオンは700人の傭兵を7隻の船に乗せており、途中でレウカディア（現在のレフカダ島）とコルフ（現在のケルキラ島）から3隻が加わった。プルタルコスはコリントスから7隻、コルフから2隻、レウカディアから1隻で兵士の合計は1,000としている。イオニア海の航海途中の夜に、ティモレオンは神々しい現象を目撃している。この現象はこと座流星群と解釈されており、もしそうであるならば紀元前344年3月21日にシュラクサイに渡ったと思われる。

## ヒケタス、シュラクサイの一部を占領
一方、ヒケタスはディオニュシオスの支配下にあるシュラクサイを包囲していた。彼は防護柵で囲まれた野営地をオリンピアエウムに設営したが、補給が不足してきたために包囲を解いた。ヒケタスが軍と共にレオンティノイに戻る途中、ディオニュシオスはこれを追跡して背後から攻撃した。奇襲となったにもかかわらず、ヒケタスはディオニュシオスを撃破した。傭兵3,000が殺害された後、ディオニュシオス軍は敗走した。ヒケタスはディオニュシオスを追尾して、シュラクサイの一部（シケリア本島側）を占領した。ディオニュシオスは旧市街であるオルティジャ島に篭城した。

## ティモレオン到着
ディオドロスによると、ヒケタスがシュラクサイを部分占領して3日後に、ティモレオンはレギオン（現在のレッジョ・ディ・カラブリア）に到着した。ヒケタスはティモレオンがシケリアに渡海するのを阻止しようとし、レギオンに20隻の三段櫂船と特命使節団を送った。特命使節団はティモレオンに対して、シュラクサイでの戦争はほぼ終了したのでコリントスに戻ってほしいと懇願した。また、もし望むのであればヒケタスの顧問となること、同盟を組むことも提案した。使節団を欺くために、ティモレオンは彼らの希望と条件を受け入れるとし、レギオン市民をこの同意の証人とするとした。カルタゴ人が集会に出ている間に、ティモレオンは密かにレギオンを出向し、タウロメニオン（現在のタオルミーナ）に向かった。タウロメニオンの僭主であるアンドロマカスはティモレオンを支援し、その市民にティモレオンに合流するよう促した。

## ティモレオン、シュラクサイ全土を占領
この時点以降からディオドロスとプルタルコスの記載内容は大きく異なっている。最大の相違はディオニュシオスのティモレオンに対する降服の状況である。

### ディオドロスの記述
オルティージャ島の包囲を続けながら、ヒケタスは敵対するアドラノン（現在のアドラーノ）に向かって進軍した。5,000の兵が街の近くに野営した。タウロメニオンから幾らかの援軍を受けたティモレオンもまた、アドラノンに進軍した。ただし、合計でもティモレオンの兵力は1,000を超えてはいなかった。ティモレオンはアドラノンに到着すると、夕食中のヒケタス軍に奇襲をかけた。敵兵300以上を殺害し、約600を捕虜とした。その後直ちにシュラクサイに急行し、奇襲攻撃を実施し、都市の一部を占領した。しかしヒケタスは決定的な敗北を喫した訳ではなく、シュラクサイに足場を維持していた。紀元前344/343年の時点で、シュラクサイの状況はさらに複雑化した。すなわち、ディオニュシオスは依然オルティージャ島を確保しており、ヒケタスはアカルディナ地区およびネオポリスと隣接地域を、ティモレオンがその他の地域を確保していた。ヒケタスの同盟国として、カルタゴがグレート・ハーバーを150隻の三段櫂船で占領しており、海岸沿いには50,000が野営していた。
ティモレオンはアドラノンとティンダリス（現在のティンダリ）と同盟し、そこからの援軍を受けた。カタナ（現在のカターニア）の僭主マルケスもまた、かなりの数の兵と共にティモレオンに合流した。周辺にあったシュラクサイ側の要塞も独立を保つためにティモレオンに従った。カルタゴはさらに10隻を増援として送った。しかし、理由は不明であるものの、結局カルタゴはその全軍を自身の領土に撤退させた。ヒケタスは孤立し、勝利したティモレオンはシュラクサイを占領した。続いてカルタゴに占領されていたメッセネ（現在のメッシーナ）の解放に向かった。紀元前343/342年、ティモレオンはオルティージャ島に篭城していたディオニュシオスを説得してこれを降服させ、コリントスに亡命させた。この際に、個人的な資産は引き続き所有することを許されたが、残りの人生を貧困の元で過ごした。これでティモレオンはシュラクサイを完全に占領した。

### プルタルコスの記載
ティモレオンが1,000の兵と共にタウロメニオンに到着した後、ヒケタスはカルタゴに援軍を求め、カルタゴは多くの三段櫂船を送ってシュラクサイの港を占拠した。他方、アドラノンでは2つの派閥が争っており、片方がヒケタスを、もう片方がティモレオンに介入または仲裁をもとめた。このため、2人はアドラノンに向かい、ほぼ同時に到着した。ヒケタスの兵は5,000であり、ティモレオンの兵は1,200を超えなかったが、ヒケタス軍は戦闘準備が整っていなかった。ティモレオン軍は敵兵300を殺害し、600を捕虜とした。その後アドラノンはティモレオンと同盟を結んだ。
この時点で、カタナの僭主マメルケス（ディオドロスによるとマルケス）はティモレオンと同盟した。そのほかにも幾つかの都市がティモレオンに従った。ディオニュシオスはヒケタスを軽蔑していたが、ティモレオンを尊敬しており、ティモレオンに降服を申し出た。ティモレオンはカルタゴ海軍の封鎖を避けて兵400をオルティージャ島に送り、ディオニュシオスの兵2,000を引き継いだ。ディオニュシオス自身は多少の宝物をもってコリントスに亡命した。ディオニュシオスの降服は、ティモレオンのシケリア到着後50日以内の出来事であった。この成功の知らせを受けたコリントスは歩兵2,000と騎兵200を増援として送った。しかし南イタリアのスリイ（en）までは達したものの、カルタゴ海軍が制海権を握っていたため、それ以上は進めなかった。
ヒケタスはアドラノンに滞在しているティモレオンの暗殺を試みたが失敗した。ヒケタスは依然として（今やティモレオン軍が支配する）オルティージャ島を包囲していたが、カルタゴの援軍は少数に留まっていた。ヒケタスはカルタゴの将軍マゴ（マゴ3世）に全軍でシュラクサイを占領するように依頼した。マゴは150隻で港を占領し、市の一部に歩兵60,000を野営させた。オルティージャ島のティモレオン軍は、カルタゴ軍による封鎖により食料不足に苦しみだした。ティモレオンは漁船と軽量の平底船を使って、カタナからオルティージャ島に穀物を運ぶよう命じた。海が荒れるとカルタゴ軍の三段櫂船が互いに距離を取る必要があったために、封鎖突破船の利用は特に荒天時には有効であった。
ヒケタスとマゴは補給船がカタナから来ることを知ると、そこを占領するためにカタナに軍を進めた。オルティージャ島のコリントス軍指揮官であるネオンは、シュラクサイ守備に残った兵が十分な注意を払っていないことを認めた。ネオンは奇襲を実施し、シュラクサイのアクラディナ地区を占領し、また金銭と補給物資も得た。アクラディナ地区は強固に防御されていたため、ネオンはオルティージャ島に引き上げず、アクラディナに留まった。またアクラディナ地区とオルティージャ島の城壁をつないで、両方を防衛した。ヒケタスとマゴがこの報告を受けたのは、カタナに到着する寸前であった。ヒケタスとマゴはカタナを攻撃せずに直ちに引き返したが、アカルディナ地区の奪回もできなかった。この後、スリイに留まっていたコリントス軍はカルタゴ海軍を避けるために陸路を通ってレギオンに移動し、そこからシケリアに渡ることを決定した。
全増援軍が渡海を終えると、ティモレオンはこの兵を使ってメッセナを占領した。増援軍を合わせるとティモレオンの兵力は4,000となり、シュラクサイに進軍した。この報告を受けたマゴは憂慮し、ヒケタスの裏切りの恐れもあるため、全艦隊と共にカルタゴに撤退した。ヒケタスは依然としてシュラクサイの一部を占拠しており、そこは十分に防御されていた。ティモレオンはシュラクサイ攻撃のために軍を3つに分けた。ティモレオン自身は川沿いに攻撃した。コリントスのイシアスが率いた部隊はアクラディナから攻撃した。デイナルケスとデオルトスが率いるコリントスからの増援軍はエピポライ台地を攻撃した。3つの軍は同時に攻撃し、ヒケタス軍を駆逐した。真偽の程は不明ではあるが、ティモレオン軍には負傷者はあったものの戦死したものはいなかったとされる。

## その後
シュラクサイを占領した後、ティモレオンはオルティジャ島の僭主の宮殿と砦を取り壊し、シュラクサイに民主政を復活させた。街の周囲を取り囲んでいた城壁で防御された小さな町々も再建された。
ヒケタスはかなりの数の兵を率いてレオンティノイに脱出することができた。紀元前342/343年、ティモレオンはレオンティノイを包囲したが、陥落させることは出来ずに撤退した。続いて、エンギウムを包囲して僭主であるレプティネスを退位させ、民主政を復活させた。ティモレオンが街を離れた隙に、ヒケタスは全軍を率いてシュラクサイを包囲したが、大損害を受けて撤退した。マゴは自決し、彼の臆病さと失敗に憤慨したカルタゴ市民のために、その死体は串刺しにされた。カルタゴは新たな軍を編成してシケリアに送ったが、紀元前339年にクリミスス川の戦いでティモレオンに敗北した。ディオドロスによると、ティモレオンとヒケタスは短期停戦に合意しており、対カルタゴ戦にヒケタス兵を使うことができた。しかしプルタルコスはそのような記述はしていない。
紀元前339/338年、ティモレオンはカルタゴと平和条約を締結した。講和条件は、シケリアのギリシア都市はカルタゴの支配を受けず、カルタゴの支配領域はリクス川（現在のプラティニ川）までとするものであった。また、カルタゴはシュラクサイと戦争する僭主を支援しないとした。最終的に、ティモレオンはヒケタスに勝利し、処刑した。また、シケリアの全ての僭主を退位させることに成功した。
この戦争のために、シケリアの人口は減少した。シュラクサイの市場は馬の放牧場になり、他の都市では鹿や猪が自由に歩き回っていた。ティモレオンはコリントスに植民者を送るように依頼した。プルタルコスは、10,000人がコリントスおよび他のギリシア都市からシュラクサイに移住したと記述している。イタリアや他のシチリアの都市からの移住もあったため、その合計は60,000に達したとプルタルコスは述べている。ディオニュシオスによると、シュラクサイへの移住者が40,000、アグリオンに10,000としている。さらに、ティモレオンはレオンティノイからシュラクサイおよびカマリナ（現在のラグーザ県ヴィットーリアのスコグリッティ地区）にも人を移住させたと、ディオドロスは述べている。

## 参考資料
Bicknell, P. J. (1984). “The Date of Timoleon's Crossing to Italy and the Comet of 361 B. C.”. The Classical Quarterly 34 (1):  130–134. JSTOR 638342.
Diodorus Siculus (1947). Geer, Russell M.. ed. Bibliotheca historica (Library of History). 9. Cambridge, Massachusetts: Harvard University Press. ISBN 978-0-674-99415-7
Diodorus Siculus (1954). Geer, Russell M.. ed. Bibliotheca historica (Library of History). 10. Cambridge, Massachusetts: Harvard University Press. ISBN 978-0-674-99429-4
Plutarch (1918). “Life of Timoleon”. In Perrin, Bernadotte. Parallel Lives (Lives). 6. Cambridge, Massachusetts: Harvard University Press. ISBN 978-0-674-99109-5

## その他文献
Talbert, R. J. A. (2007). Timoleon and the Revival of Greek Sicily: 344-317 B.C.. Cambridge, United Kingdom: Cambridge University Press. ISBN 978-0-521-03413-5
Westlake, H. D. (1952). Timoleon and His Relations with Tyrants. Manchester, United Kingdom: Manchester University Press